# Pieces of Eight
Pieces of Eight är ett musikalbum av rockgruppen Styx som släpptes i september 1978. Låtmaterialet spelades in i Chicago. Albumets omslag designades av Hipgnosis. Från albumet släpptes tre singlar; Renegade, Blue Collar Man och Sing for the Day. Den först nämnda blev den största hiten och nådde #16 på Billboards singellista. Två av låtarna, The Message och Aku Aku är helt instrumentala.

## Låtlista
1. Great White Hope
2. I'm OK
3. Sing for the Day
4. The Message
5. Lords of the Ring
6. Blue Collar Man
7. Queen of Spades
8. Renegade
9. Pieces of Eight
10. Aku Aku

## Listplaceringar
- Billboard 200, USA: #6[1]
- Topplistan, Sverige: #30[2]